# Catholics for Choice
Catholics for Choice (Katolicy na rzecz Wyboru, CFC) – amerykańska organizacja założona w 1973, mająca służyć jako "głos dla katolików, którzy wierzą, że tradycja katolicka wspiera prawa moralne i ustawowe kobiet do podążania za własnym sumieniem w sprawach seksualności i zdrowia reprodukcyjnego". Organizacja została założona kiedy Sąd Najwyższy Stanów Zjednoczonych wydał wyrok w sprawie Roe przeciwko Wade, uznając, że prawo kobiety do przerywania ciąży wynika z jej prawa do prywatności. Według założycieli biskupi rzymskokatoliccy nie reprezentują wszystkich katolików w poglądach na aborcję. Pierwszym prezesem (do 1979) był o. Joseph O'Rourke SJ, który w roku 1974 został wydalony z zakonu jezuitów i przeniesiony do stanu świeckiego. Obecnie na czele organizacji stoi Jamie Manson.
Początkowo organizacja działała wyłącznie na terenie USA, by następnie rozszerzyć swój zasięg również na inne kraje, w szczególności z obszaru Ameryki Południowej i Afryki.
Organizacja wydaje czasopismo Conscience.
CFC współpracuje m.in. z Europejską Federacją Humanistyczną.
W Europie analogicznymi organizacjami i ruchami są przede wszystkim Międzynarodowy Ruch "My jesteśmy Kościołem" (wywodzący się z Austrii), "Kościół od dołu" (Niemcy) czy grupa "Golias" (Francja).
Na przełomie 2007 i 2008 roku organizacja skróciła swoją nazwę z Catholics for a Free Choice (Katolicy na rzecz wolnego wyboru) na Catholics for Choice.

## Główne założenia CFFC
- legalna aborcja;
- rozszerzenia dostępu do antykoncepcji;
- rozszerzenie zasięgu usług dostarczanych przez katolicki system opieki zdrowotnej;
- nieskrępowane badanie ludzkiej seksualności;
- uświadamianie o zagrożeniu HIV i AIDS;
- badanie zróżnicowania opinii w tradycji katolickiej;
- współzawodniczenie z kampaniami publicznymi grup religijnych konserwatystów;
- dążenie do zwiększenia roli kobiet w Kościele;
- wspieranie idei zniesienia celibatu;
- usunięcie Stolicy Apostolskiej ze stanowiska stałego obserwatora przy ONZ.

## Inicjatywy
Jedną z bardziej znanych akcji była ogólnoświatowa kampania edukacyjna zainicjowana w 2001 - Condoms4Life, mająca na celu uświadomienie problemu związanego z kościelnym zakazem używania prezerwatyw. W ramach akcji kolportowano m.in. kartki i wklejki z napisami "Dobrzy katolicy używają prezerwatyw". Kampanię poparli także niektórzy biskupi, jak bp. Albert Rouet z Francji oraz bp. Kevin Dowling z Afryki Południowej
Po elekcji Benedykta XVI CFFC zainicjowało projekt Pope-Watch.org w ramach którego podejmowano naciski na papieża, aby m.in.:
- anulował nauczanie kościelne o antykoncepcji;
- przeznaczył 25% wyższych stanowisk w Watykanie dla kobiet (akcja afirmatywna);
- wprowadził celibat jako opcjonalny;
- reintegrował z Kościołem społeczność żonatych księży katolickich;
- spotkał się z ofiarami nadużyć seksualnych w Kościele;
- promował "intelektualną i teologiczną wolność myśli w Kościele".